# Phytomyza hydrangeae
Phytomyza hydrangeae este o specie de muște din genul Phytomyza, familia Agromyzidae, descrisă de Mitsuhiro Sasakawa în anul 1956. Conform Catalogue of Life specia Phytomyza hydrangeae nu are subspecii cunoscute.